# 茨木市立東中学校
茨木市立東中学校（いばらきしりつ ひがしちゅうがっこう）は、大阪府茨木市末広町にある公立中学校。略称は「東中」（がっちゅう）。

## 沿革
学校組合立養精中学校（現在の茨木市立養精中学校）の生徒数が増加したため、養精中学校の校区を分離し、茨木市で3番目の公立中学校として1952年に開校した。
1970年代から1980年代にかけ、茨木市立三島中学校・茨木市立東雲中学校・茨木市立平田中学校の3校が分離している。
- 1952年4月 - 茨木市で3番目の中学校として開校。
- 1962年7月 - 体育館完成。
- 1962年8月 - プール完成。
- 1971年4月 - 茨木市立三島中学校が分離。
- 1974年4月 - 茨木市立東雲中学校が分離。
- 1981年4月 - 茨木市立平田中学校が分離。

## 通学区域
- 茨木市立中津小学校の校区の大半
- 茨木市立茨木小学校の校区の一部
- 茨木市立大池小学校の校区の一部

茨木市 末広町、東宮町、大住町、戸伏町、竹橋町、宮元町、永代町、本町、別院町、稲葉町、舟木町、双葉町、大池一丁目、大池二丁目、園田町、中津町、寺田町、中村町。

## 著名な出身者
- 車谷暢昭 - 東芝代表執行役社長CEO
- 京本政樹 - 俳優
- 本上まなみ - 女優
- 川上じゅん - 腹話術師・タレント
- 福島實智子 - 旧姓名・長谷川智子、ソウル五輪銀メダリスト
- 坂井貴行 - 元タレント
- 押尾コータロー - ギタリスト
- 寺島成輝 - プロ野球選手
- 足立康史 - 政治家

## 交通
- 阪急京都線 茨木市駅から北東へ約800m。